# Caravaggister
Caravaggister eller caravaggisti kallas konstnärer som målade i Caravaggios tradition med kraftiga kontraster mellan ljus och dunkel, så kallad chiaroscuro. Caravaggisternas måleri utmärks vidare av tydliga skuggor och en realistisk behandling av klassiska teman samt dramatiska bildkompositioner. Caravaggio var banbrytare för barockmåleriet inom vilket även hans efterföljare verkade. 
Caravaggio var en särling och anställde aldrig några elever. Trots det fick han många följare, bland annat Jusepe de Ribera och Francisco de Zurbarán i Spanien, där man kallar dem tenebristi (av tenebroso), Valentin de Boulogne och Georges de La Tour i Frankrike, Gerard van Honthorst och Hendrick Terbrugghen i Nederländerna samt Cecco del Caravaggio, Orazio Borgianni och Bartolomeo Manfredi i Italien.